# تاد ک. شاکلورد
تاد ک. شاکلورد (انگلیسی: Todd K. Shackelford؛ زادهٔ ۱۹۷۱ میلادی) دانشمند، و روان‌شناس اهل ایالات متحده آمریکا است. او بیشتر به خاطر کارش در روان‌شناسی فرگشتی شناخته شده‌است. او سردبیر مجلات دانشگاهی Evolutionary Psychology[1] و Evolutionary Psychological Science است. او عضو انجمن روان‌شناسی آمریکا و انجمن علوم روان‌شناسی است.